# Fokker D.X

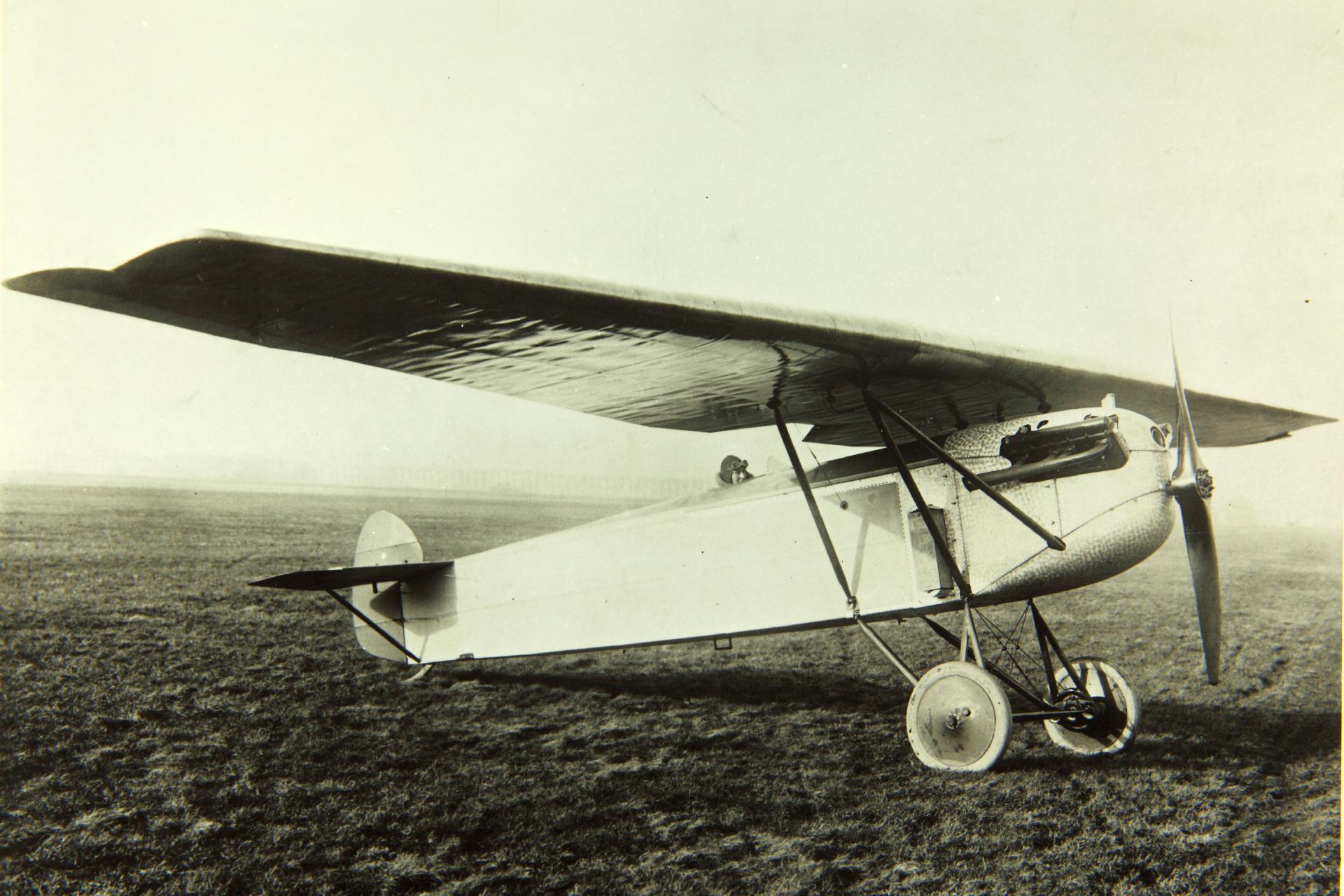
Fokker D.X

De Fokker D.X was een door Fokker gebouwd parasol-hoogdekker jachtvliegtuig.
Reinhold Platz ontwierp in Duitsland een eenpersoons hoogdekker jachtvliegtuig met vrijdragende vleugels, dat werd aangeduid als de V.41. Met de bouw werd nog wel begonnen maar dit werd later verboden omdat Duitsland geen militaire vliegtuigen meer mocht bezitten. De V.41 kwam met vele andere vliegtuigen van Fokker per trein naar Nederland.
Een van de vernieuwingen aan de D.X waren de intrekbare radiatoren voor de motorkoeling. Het toestel was bewapend met twee machinegeweren in de rompneus
In 1923 ging het prototype naar een jachtvliegtuigcompetitie op Quartra Vientor in Spanje. In een duikvlucht trad er vleugelbreuk op en het toestel stortte neer. De piloot bleef ongedeerd. Toch bestelde de Spaanse regering tien toestellen. Deze werden in 1923 afgeleverd.
Finland kocht ook een D.X maar plaatste geen vervolgorder.

## Specificaties
- Type: Fokker D.X
- Fabriek: Fokker
- Rol: Geveschtsvliegtuig
- Bemanning: 1
- Lengte: 8 m
- Spanwijdte: 14 m
- Maximum gewicht: 1250 kg
- Motor: 1 × Hispano-Suiza 8Fb V-8 watergekoelde V-8, 223 kW (299 pk)
- Propellers: tweeblads met vaste spoed
- Eerste vlucht: 1921
- Aantal gebouwd: 11 + 1 prototype

Prestaties
- Maximumsnelheid: 225 km/u

Bewapening
- Boordgeschut: 2 × 7,92 mm LMG 08/15 Spandau machinegeweer